# Armorial (Wappenbuch)
Armorial ist (franz.: armorial, Plural: armoniaux) ist eine ältere Bezeichnung für ein Wappenbuch.

## Bekannte Armoniaux
Mit dem Titelbegriff „Armorial“ bekannt gewordene Wappenbücher sind u. a.:
- Armorial Wijnbergen. Diese in französischer Sprache abgefasste Sammlung entstand zwischen 1265 und 1288 und enthält 1302 farbige Wappen. Eine Besonderheit ist, dass über den Wappenschilden die Namen der Wappenträger vermerkt sind. Die Zuordnung beruht auf Ähnlichkeiten der Wappen. Das Original ist im Besitz der Koninklijk Nederlandsch Genootschap voor Geslacht- en Wapenkunde (KNGGW) in Den Haag.
- Armorial de l’ordre du Croissant. Das Manuskript des Wappenbuches der Mitglieder des 1448 von René I. von Anjou neu begründeten Orden der Argonauten befindet sich in der Nationalbibliothek in Paris.
- Armorial d’Assignies. Es entstand um 1500 und zeigt Wappen von 31 Rittern aus Flandern, dem Hennegau, Artois und Cambresis. 1842 wurde es von Arthur Dinaux in der Zeitschrift Archives historiques et littéraires du Nord de la France et du Midi de la Belgique veröffentlicht.
- Armorial général de France. Dieses staatliches Wappenbuch des bourbonischen Frankreich wurde – aufbauend auf Vorarbeiten seit 1615 – aufgrund eines Ediktes von König Ludwig XIV. ab 1696 vom königlichen Genealogen Charles-René d’Hozier angelegt. Da alle Wappenträger verpflichtet waren, sich eintragen zu lassen, enthält es alle wappenführenden französischen Familien und 125.807 Wappen. Die 35 Bände des Manuskripts sind nach den 25 historischen Provinzen Frankreichs gegliedert.[1]
- Armorial général von Johannes Baptista Rietstap. Die Erstausgabe von 1861 enthält etwa 50.000 Wappen, die zweite Ausgabe, 1884 und 1887 in zwei Bänden in Gouda erschienen, bietet 110.000 Wappen.